# De Leeuw van Vlaanderen
De Leeuw van Vlaanderen (en neerlandès El lleó de Flandes) és una pel·lícula belga en neerlandès del 1984 dirigida per Hugo Claus, Dominique Deruddere i Stijn Coninx. El guió es basa en el llibre Lleó de Flandes d'Hendrik Conscience.

## Argument
La pel·lícula relata la revolta flamenca en l'època de la Batalla dels Esperons d'Or el 1302 durant la qual els flamencs van obtenir una gran victòria contra els cavallers francesos.

## Repartiment
- Frank Aendenboom - Robert de Béthune
- Jan Decleir - Jan Breydel
- Theu Boermans - Jacques de Châtillon, graaf van Leuze
- Julien Schoenaerts - Pieter de Coninck
- Josine van Dalsum - Reina Joana de Navarra
- Robert Marcel - Gui de Dampierre
- Patricia Linden - Machteld
- Hans De Munter - Adolf de Nieuwland
- Peter te Nuyl - rei Felippe de França
- Herbert Flack - Guillermo de Juliers
- Jo De Meyere - Bauden de Vos
- Jules Croiset - Robert d'Artois
- Hans Boskamp - St.Pol
- Ralph Wingens - Pierre Flote
- Jules Hamel - Raoul de Nesle
- Maxim Hamel - Comte de Valois
- Chris Boni - Moeder Breydel
- Ronny Waterschoot - Guiu de Namur
- Werther Vander Sarren - Willem van Saeftinghe
- Hans Royaards - Filips van Lichtervelde
- Roelof Pieters - Joan d'Aumale
- Vic De Wachter - Joan de Namur
- Ilma De Witte - Comtessa Negra
- Tania Van der Sanden - Katrien
- Ronnie Commissaris - Joan III de Renesse
- Ischa Meijer - Guillaume de Nogaret
- Bert André - Eremita
- Philippe Volter - Deschamps

## Producció
L'adaptació cinematogràfica del llibre de 1838 d'Hendrik Conscience va ser idea de Jan van Raemdonck, que havia treballat prèviament amb Hugo Claus a Mira,  Pallieter i Vrijdag. El projecte va ser concebut d'una manera molt ambiciosa per a una pel·lícula flamenca. La intenció era fer una autèntica reconstrucció de la història. La producció va costar 75 milions de francs belgues. Aquesta quantitat va ser pagada per la Comunitat Flamenca, l'VRT i el KRO. En el rodatge han participat 150 actors, 3.000 figurants i 80 tècnics. Claus va haver de trucar als codirectors per a la producció. Juntament amb la pel·lícula, s'havia de fer una versió televisiva de quatre capítols. Guido Henderickx va editar el material en quatre episodis de 50 minuts.
La pel·lícula es va estrenar als cinemes flamencs el 1984 i es va projectar als cinemes holandesos el 14 de març de 1985.
Els crítics no van ser amables amb la pel·lícula, ni amb la versió televisiva. Els experts han assenyalat inexactituds històriques. Els crítics de cinema van trobar els diàlegs massa artificials i la música de  Ruud Bos massa emfàtica.